# Soñar no cuesta nada (película de 2006)
Soñar no cuesta nada es una coproducción colombo-argentina producida por CMO Producciones y Barakacine, dirigida por Rodrigo Triana y estrenada en agosto de 2006. Basada en hechos reales, fue la película que registró la taquilla más alta durante el 2006 en Colombia (1.198.172 espectadores), fue nominada en la categoría de Premio Goya a la mejor película extranjera de habla hispana de 2007 y galardonada con el premio del público en la versión número 23 del Chicago Latino Film Festival. Debido al éxito comercial alcanzado por la cinta, la productora Clara María Ochoa realizó una secuela presentada como serie de televisión titulada Regreso a la Guaca emitida por el Canal RCN en 2009.

## Argumento
La película está basada en hechos reales ocurridos en abril de 2003. Herlinda viaja hacia una vereda remota siguiendo las instrucciones de su pareja, Helmer Porras. Mientras ella completa su viaje la película se centra en la historia de los soldados Porras, Venegas, Lloreda y Perlaza pertenecientes a un grupo del Ejército de Colombia denominado Destroyer. Los cuatro soldados asisten a un prostíbulo. Allí, Perlaza inicia una pelea por el brasier de Dayana, una prostituta de la que está enamorado.
Días después, el grupo Destroyer se dirige en la selva cumpliendo la misión de combatir a una cuadrilla de la guerrilla de las FARC-EP en el departamento amazónico de Caquetá que tiene en su poder a unos ciudadanos norteamericanos, algo que no les da ninguna gracia a los soldados. Tras repeler al enemigo en un combate encuentran una caleta con millones de dólares que pertenecen al grupo insurgente. El grupo Destroyer se reparte el dinero. El único que se niega a aceptar su parte, alegando que apoderarse de la caleta es ilegal es el soldado Porras, varios soldados intentan convencerlo ya que él y su familia se encuentran en bancarrota por una estafa de tierras hecha contra él, y porque alegan que, con una clase política tan corrupta y decadente como en su país, sin duda tomarán el botín sin dejar recompensa a los soldados.
Mientras esperan ser extraídos de la zona de combate, algunos de los soldados se dedican a apostar altas sumas de dinero. Tras unos días de espera el soldado Venegas, desesperado ante las negativas de extracción, y creyendo que puede caer en la selva sin disfrutar del botín, se dispara en una pierna, dando así una excusa al grupo para solicitar una evacuación. Venegas es evacuado en el helicóptero mientras el resto del grupo tiene que hacer el viaje a pie.
De camino a una base militar, la Destroyer se detiene en una tienda para alimentarse y pagan a la dueña un buen dinero por todos los víveres, comprando prácticamente todas las mercancías. Una vez en la base, el grupo es requisado. Porras se ofrece como voluntario para ser el primero en ser revisado. Mientras la requisa a Porras se realiza, una llamada de un superior que necesita la presencia de estos soldados en otro punto de operaciones los salva de un cateo exhaustivo, en el que sin duda habrían encontrado el botín.
Venegas y el resto del grupo Destroyer se reúnen en las barcas y luego son enviados en avión a otro sitio. En medio del vuelo, el soldado Lloreda descubre que le han robado su parte del dinero y amenaza con activar una granada. Los otros lo detienen, pero el incidente es reportado y Lloreda es interrogado por una superior. Los demás soldados reúnen dinero suficiente para compensar a Lloreda y así mantener el secreto.
Durante un permiso, los soldados Porras, Lloreda, Venegas y Perlaza se dedican a comprar ropa, zapatos, asistir a un spa y a un restaurante costoso. Al final del día regresan al prostíbulo donde Dayana trabaja. Perlaza le propone matrimonio a Dayana, ella lo toma a broma considerando el poco sueldo de un soldado raso, pero él le muestra todo el dinero en efectivo que tiene ahora. A la mañana siguiente Perlaza descubre que Dayana huyó con todo el dinero. Perlaza es detenido por otros militares alertados aparentemente por Dayana.
Lloreda regresa a la base militar en una camioneta nueva de alta gama, cosa que levanta las sospechas de sus superiores que lo detienen e interrogan. Mientras, Venegas esconde su parte del dinero en el interior de un televisor y lo envía por correo para su familia. Es detenido en la calle y llevado a la base militar.
Todos los soldados del grupo son detenidos. Porras es el único que logra escapar y envía una carta a Herlinda con instrucciones para encontrar el dinero que logró ocultar, a pesar de su reticencia. Herlinda logra encontrar el dinero cerca de la tienda en la que Destroyer se había detenido en el camino a la base tras la evacuación de Venegas.

## La investigación
Los soldados del grupo real que encontró la caleta de la guerrilla de las FARC-EP fueron descubiertos debido a que se dedicaron a derrochar el dinero en carros, ropa, restaurantes y burdeles. Las sospechas que levantaron los comportamientos llevaron al inicio de una investigación por la cual terminarán siendo juzgados.

## Reparto
- Diego Cadavid ...	Silvio Lloreda
- Juan Sebastián Aragón...	Nelson Venegas
- Manuel José Chávez...	Helmer Porras
- Carlos Manuel Vesga...	Justo Perlaza
- Marlon Moreno...	Teniente Víctor Solorzano
- Verónica Orozco...	Dayana
- Carolina Ramírez...	Herlinda
- Carlos Vergara...	Cabo Edmundo Catano
- Julián Díaz...	Lozano
- Luis Carlos Fuquen...	Rodrigo Suárez
- Lorena Meritano...	Psicóloga
- Federico Lorusso...	Dueño Wiskería
- Valeria Celis...	Simona
- Gloria Gómez...	Tendera
- Julio Correal...	Mayor Álvaro Loaiza
- Luis Fernando Múnera...	Tendero
- Álvaro Rodríguez...	Camionero
- Gilberto Ramírez...	Zorrero
- Frank Beltrán...	Taxista
- Alexander Palacio...	Conductor Willys
- Jorge Alí Triana...	Papá de Venegas
- David Triana...	Hermano de Venegas
- Ramses Ramos...	Capitán Edwin Camacho
- Juan Tomás Chaves...	Cabo
- Leonard Krys...	Juez
- Vicky Rueda...	Prostituta Wiskería
- Ana Soler...	Prostituta Wiskería
- Carolina Cuervo...	Prostituta Wiskería

## Los hechos
Una guaca (tesoro escondido) fue hallada por 129 soldados 15 suboficiales y 3 oficiales pertenecientes a las compañías Buitre y Demoledor del ejército nacional de Colombia en la selva del sur del país en mayo de 2003, se cree que la suma asciende a 16'750.000 dólares representados en billetes de esa moneda y pesos colombianos. El dinero se encontraba enterrado en bidones en las selvas de San Vicente del Caguán (Caquetá). Los soldados acordaron apropiarse del dinero y se dispusieron a derrocharlo en lujosos almacenes restaurantes y burdeles de la ciudad de Popayán, hecho que levantó sospechas que llevarían a una investigación penal en la cual los soldados serían condenados. Los soldados se gastaron unos 500 millones de pesos. Otros 1.380 millones fueron devueltos.

### La condena
Informe del diario colombiano El Tiempo y el sitio web eltiempo.com en la edición del 10 de agosto de 2006.
126 soldados. Recibieron penas de entre tres años y cuatro meses, y siete años. Los que obtuvieron la condena más baja fueron quienes admitieron su culpabilidad, confesaron y además devolvieron dinero a las autoridades.
Los demás no entregaron ningún recurso y siempre se mantuvieron en la posición de que son inocentes. Se estima que tres de ellos, que ya llevan un año detenidos y que obtuvieron las penas más bajas, podrían salir en seis meses.
15 suboficiales. De este grupo, 12 fueron condenados a unos nueve años de prisión, en tanto que los demás deberán pagar cuatro años. A los más beneficiados se les tuvo en cuenta la colaboración con la justicia.
3 tenientes. El juez condenó a 10 años de prisión a los tenientes Jorge Sanabria Acevedo y Fernando Mojica Calderón, que están prófugos. El subteniente Iván Mauricio Roa fue condenado a nueve años de cárcel pero el juez le redujo la pena a cuatro años y seis meses por colaboración y la devolución de 574 millones de pesos. Roa también permanece prófugo.